# حلية متدلية
الحِلْيَةٌ المُتَدَلِّيَةٌ أو الدَلّايَة أو القلادة المعلقة (بالإنجليزية: pendant)‏ هي قطعة مجوهرات مهدولة معلقة، يتم ربطها بشكل عام بحلقة صغيرة مع عقد، والتي قد تُعرف باسم «عقد قلادة». القرط المعلق هو حلق تتدلى منه قطعة نفيسة. اسمها مشتق من الكلمة اللاتينية pendere والكلمة الفرنسية القديمة pendre، وكلاهما يترجم إلى «السدل» أو «التعليق». إن إمكانية دمج تصميم الدَلّايَة في قلادة شاملة يعيق اعتبارها من العناصر المنفصلة.
في بعض الحالات، يكون الفصل بين الدَلّايَة والقلادة أكثر وضوحًا.

## الصور

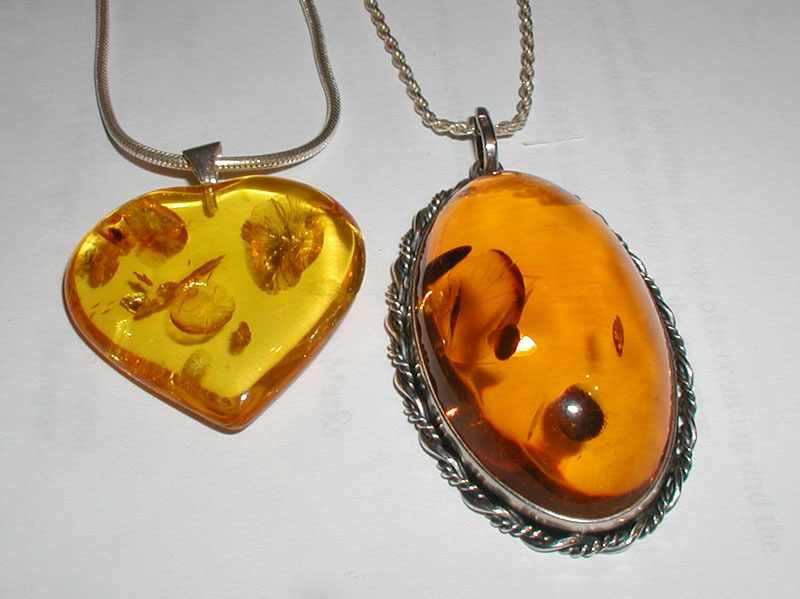
دلاية من العنبر
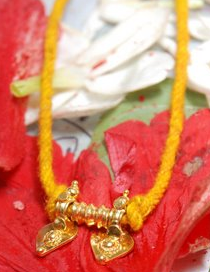
Pushpaka Thali - قلادة الزفاف التي استخدمها Pushpaka Brahmins من ولاية كِرلة، الهند
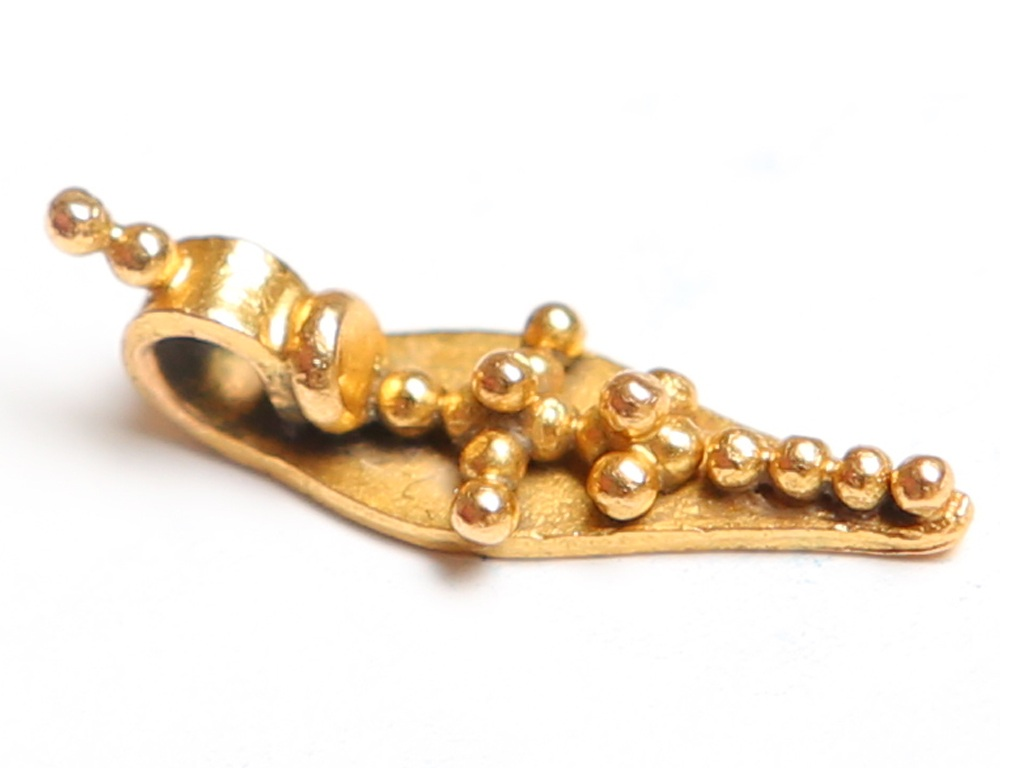
قلادة الزفاف مع 21 حبة من الخرز المستخدمة من قبل القديس توماس المسيحيين في الهند
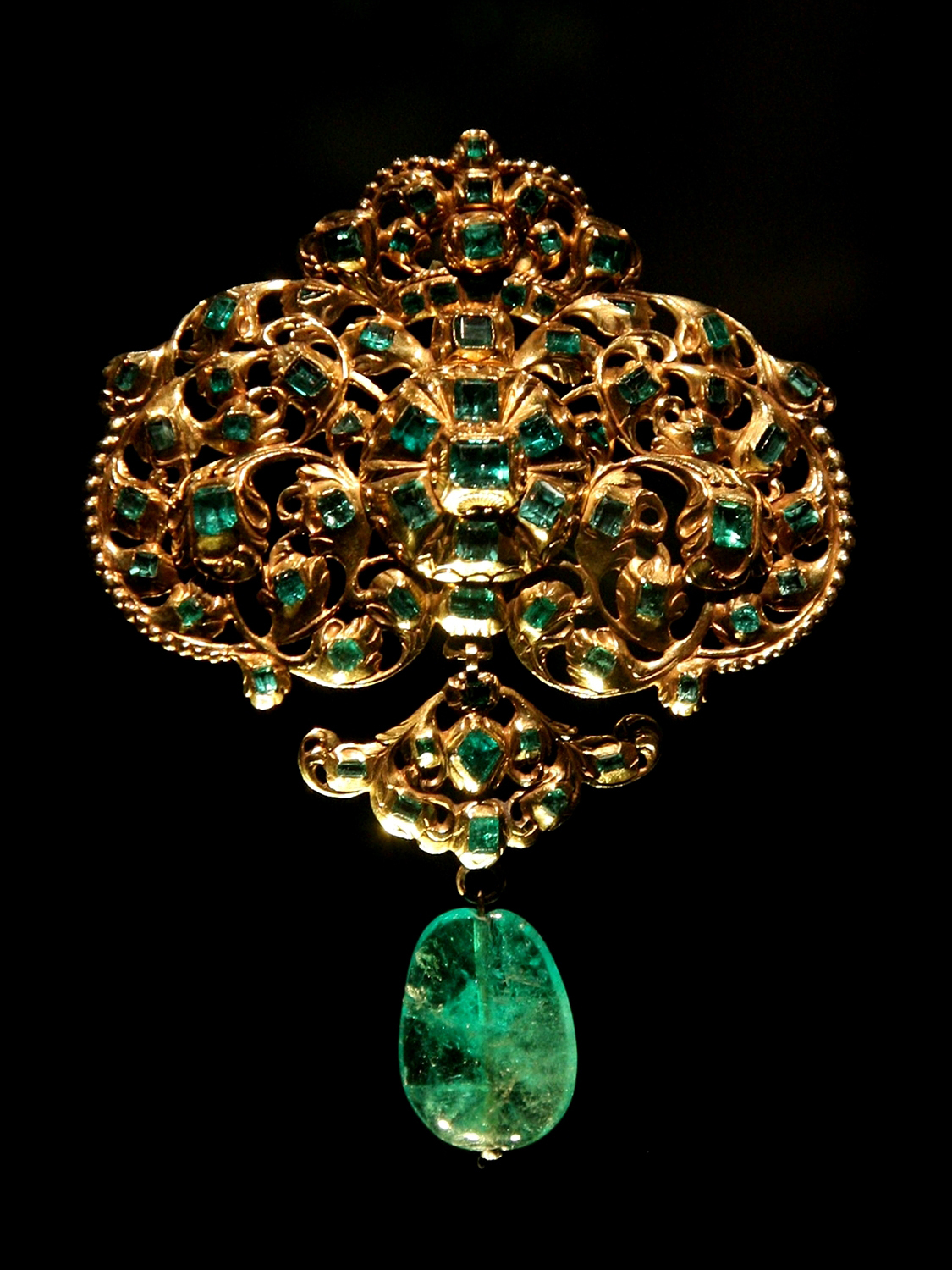
قلادة إسبانية في متحف فكتورية وألبرت
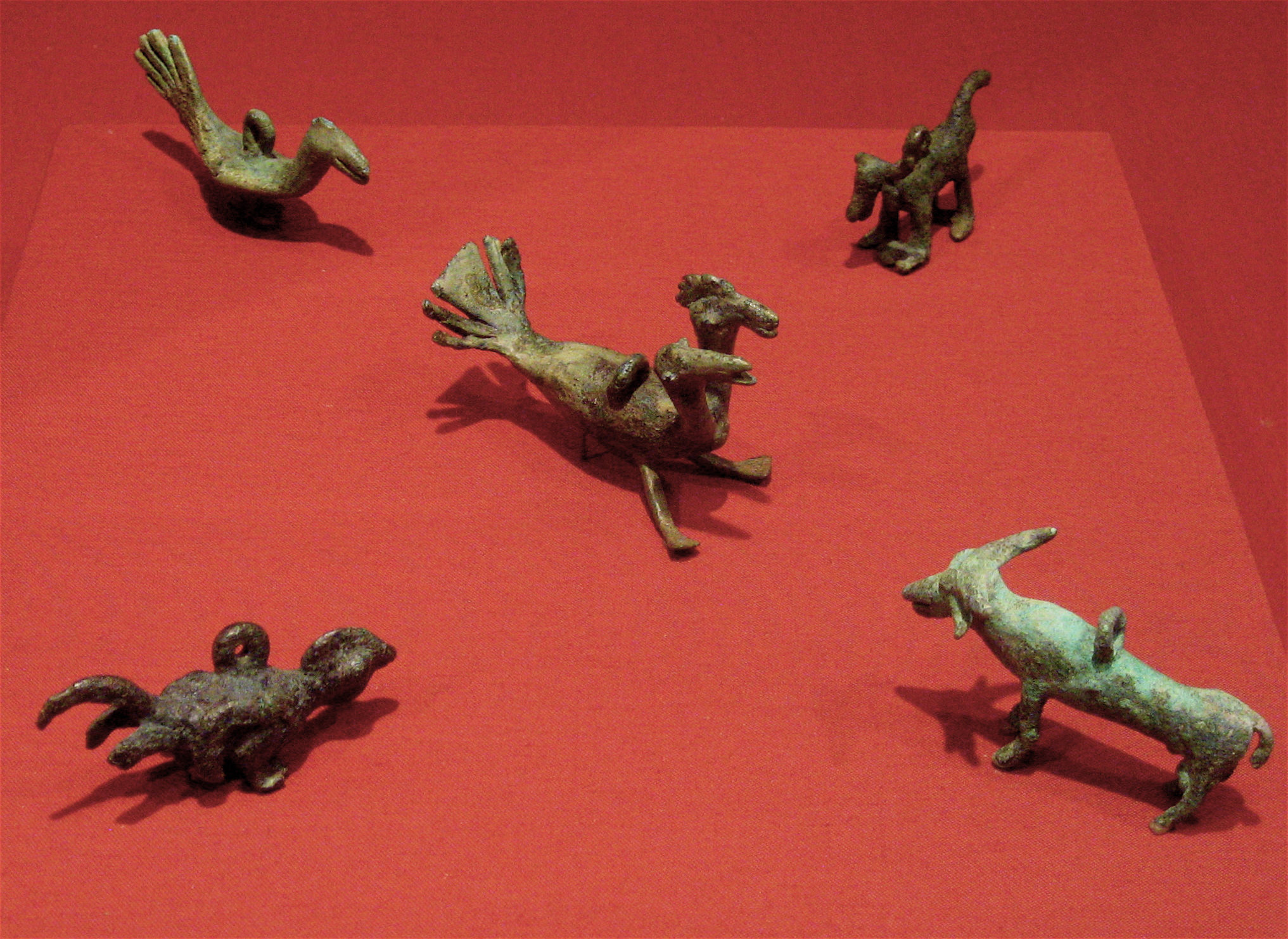
الدلايات الإندونيسية